# OpenOffice.org Base
OpenOffice.org Base là một ứng dụng quản trị cơ sở dữ liệu. Hồi đầu, nó được phát hành cùng với OpenOffice.org phiên bản 2.0. Hiện nay, nó dựa trên cơ cấu cơ sở dữ liệu HSQLDB viết bằng Java.